# Daniel y Miguel Falcon Græsdal
Daniel y Miguel Falcon Græsdal (5 de julio de 1995 Noruega) son acordeonistas y gemelos idénticos de Skodje en Møre og Romsdal. Son conocidos por tocar en un dúo. En 2010, ganaron el Campeonato de Noruega en la categoría de dúo en acordeón, cuando logró más puntos que sus competidores (105). El Campeonato de Noruega se llevó a cabo en Mo i Rana. En el año anterior se las arreglaron para ganar la medalla de plata en Orkdal, y en 2012 ganaron el bronce en Namsos. Como parte del grupo folklórico organizado por la Orquesta Ørskog Trekkspillorkester, consiguieron el bronce en 2011 en Skien.
El dúo comenzó a jugar a los siete años de edad. Cada año, desde entonces, han estado participando en el Campeonato del Distrito y el Campeonato de Noruega. Los hermanos han ganado el Campeonato de Distrito en varias ocasiones, como solistas y dúo. Los hermanos también están tocando para la orquesta Ørskog Trekkspillorkester, que han sido la venta de un álbum de música. Su sueño es llegar a desarrollarse hasta que estén en un alto nivel, donde se puede utilizar el acordeón activo, por ejemplo, mediante la enseñanza, uniéndose a conciertos u organizando sus propios conciertos.